# 1535 en arts plastiques
| Années des arts plastiques : 1532 - 1533 - 1534 - 1535 - 1536 - 1537 - 1538    |
| Décennies des arts plastiques : 1500 - 1510 - 1520 - 1530 - 1540 - 1550 - 1560 |

Cette page concerne l'année 1535 en arts plastiques.

## Œuvres

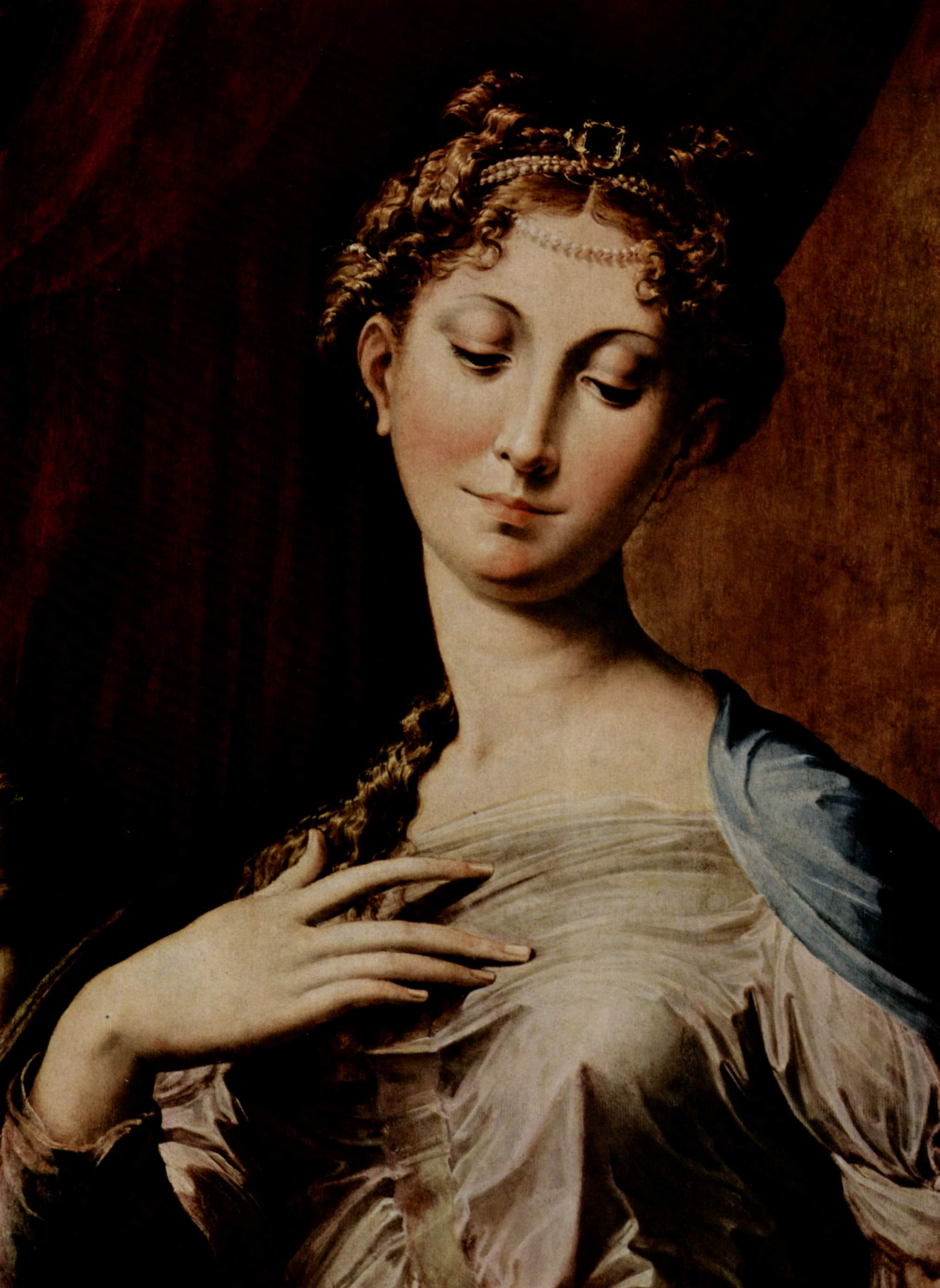
Madone au long cou, du Parmesan.

## Naissances
- ? :
  - Giovanni Antonio di Amato le Jeune, peintre maniériste italien († 1598),
  - Frans Hogenberg, graveur sur cuivre, aquafortiste et cartographe flamand († 1590),
  - Lucas van Valckenborch, peintre flamand († 2 février 1597),
- Vers 1535 :
  - Sofonisba Anguissola, peintre italienne († 1625),
  - Federico Barocci, peintre maniériste et graveur italien († 30 septembre 1612),
  - Sebastiano Menzocchi, peintre italien de l’école de Forlì († vers 1600),
  - Ercole Ramazzani, peintre et sculpteur maniériste italien († 4 août 1598).

## Décès
- Date précise inconnue :
- Lorenzo Costa, peintre italien (° 1460),
- Vers 1535 :
  - Juan de Borgoña,  peintre né en Bourgogne (° vers 1470),
  - Antonello de Saliba, peintre italien (° vers 1466).